# 高円寺南
高円寺南（こうえんじみなみ）は、東京都杉並区にある地名。現行行政地名は、高円寺南一丁目から高円寺南五丁目。住居表示実施済み区域。高円寺の一部である。

## 地理
地域南部で、一丁目から五丁目まである。北側はJR中央線を境に杉並区高円寺北となっている。東部は中野区中央に接し、南部は青梅街道を境に杉並区の和田と梅里にそれぞれ接し、西部は杉並区阿佐谷南に接する。高円寺南一丁目および五丁目と二丁目および四丁目を分ける形で環七通りが縦貫している。高円寺駅の南側に当たり、駅周辺に商店などが広がる他は住宅地になっている。

### 地価
住宅地の地価は、2025年（令和7年）1月1日の公示地価によれば、高円寺南1-26-1の地点で78万8000円/m2、高円寺南2-2-13の地点で66万5000円/m2、高円寺南3-14-1の地点で68万9000円/m2となっている。

## 世帯数と人口
2025年（令和7年）3月1日現在（杉並区発表）の世帯数と人口は以下の通りである。
| 丁目           | 世帯数     | 人口     |
| -------------- | ---------- | -------- |
| 高円寺南一丁目 | 4,411世帯  | 6,380人  |
| 高円寺南二丁目 | 5,190世帯  | 7,198人  |
| 高円寺南三丁目 | 5,161世帯  | 7,523人  |
| 高円寺南四丁目 | 3,047世帯  | 4,253人  |
| 高円寺南五丁目 | 4,213世帯  | 6,534人  |
| 計             | 22,022世帯 | 31,888人 |

### 人口の変遷
国勢調査による人口の推移。
| 年                 | 人口   |
| ------------------ | ------ |
| 1995年（平成7年）  | 30,165 |
| 2000年（平成12年） | 30,491 |
| 2005年（平成17年） | 30,661 |
| 2010年（平成22年） | 31,800 |
| 2015年（平成27年） | 32,316 |
| 2020年（令和2年）  | 33,374 |

### 世帯数の変遷
国勢調査による世帯数の推移。
| 年                 | 世帯数 |
| ------------------ | ------ |
| 1995年（平成7年）  | 17,241 |
| 2000年（平成12年） | 18,399 |
| 2005年（平成17年） | 19,540 |
| 2010年（平成22年） | 20,929 |
| 2015年（平成27年） | 21,454 |
| 2020年（令和2年）  | 22,681 |

## 学区
区立小・中学校に通う場合、学区は以下の通りとなる（2021年4月時点）。
| 丁目           | 番地                                       | 小学校                 | 中学校               |
| -------------- | ------------------------------------------ | ---------------------- | -------------------- |
| 高円寺南一丁目 | 全域                                       | 杉並区立杉並第三小学校 | 杉並区立高南中学校   |
| 高円寺南二丁目 | 全域                                       | 高円寺小学校           | 高円寺中学校         |
| 高円寺南三丁目 | 1～3番 17～23番 35～37番 44～48番 55～60番 | 高円寺小学校           | 高円寺中学校         |
| 高円寺南三丁目 | その他                                     | 杉並区立杉並第六小学校 | 杉並区阿佐ヶ谷中学校 |
| 高円寺南四丁目 | 全域                                       | 高円寺小学校           | 高円寺中学校         |
| 高円寺南五丁目 | 全域                                       | 杉並区立杉並第三小学校 | 杉並区立高南中学校   |

## 事業所
2021年（令和3年）現在の経済センサス調査による事業所数と従業員数は以下の通りである。
| 丁目           | 事業所数    | 従業員数 |
| -------------- | ----------- | -------- |
| 高円寺南一丁目 | 273事業所   | 2,085人  |
| 高円寺南二丁目 | 315事業所   | 2,834人  |
| 高円寺南三丁目 | 442事業所   | 2,067人  |
| 高円寺南四丁目 | 625事業所   | 5,482人  |
| 高円寺南五丁目 | 123事業所   | 684人    |
| 計             | 1,778事業所 | 13,152人 |

### 事業者数の変遷
経済センサスによる事業所数の推移。
| 年                 | 事業者数 |
| ------------------ | -------- |
| 2016年（平成28年） | 1,836    |
| 2021年（令和3年）  | 1,778    |

### 従業員数の変遷
経済センサスによる従業員数の推移。
| 年                 | 従業員数 |
| ------------------ | -------- |
| 2016年（平成28年） | 14,419   |
| 2021年（令和3年）  | 13,152   |

## 交通

### 鉄道
| 街区内に設置の駅                                         |
| -------------------------------------------------------- |
| JR中央線 JR中央・総武線各駅停車 - 高円寺駅(JC 07)(JB 06) |

### 道路
- 青梅街道(東京都道・埼玉県道4号東京所沢線)

## 施設
- 光塩女子学院中等科・高等科
- 宗泰院
- 長龍寺
- 松應寺
- 西照寺
- 長善寺
- 鳳林寺
- 福寿院
- 杉並区立高円寺図書館

## その他

### 日本郵便
- 郵便番号 : 166-0003[3]（集配局 : 杉並郵便局[15]）。